# Памятная книжка
Памятная книжка — род адрес-календарей и справочных книг, название официальных провинциальных справочных изданий в Российской империи.
Также в XIX веке в России издавались «памятные книжки» по различным отраслям: педагогика, образование, ремесла. Личную «Памятную книжку» имел И. С. Тургенев, в неё записывались почтовые адреса и дни рождения родных и близких.

## История
В 1855 году губернским начальствам, сначала в Воронеже (по Воронежской губернии), затем и в других краях (странах) России, было разрешено издавать Памятные книжки.
Памятные книжки — это ежегодники официальной справочной информации, выпускавшиеся в 89 губерниях и областях Российской империи с середины 1830-х до 1917 года. Выпускались местными официальными лицами и органами внутренних дел. В другом источнике указано что издавались губернскими статистическими комитетами, обыкновенно под редакцией секретарей этих комитетов, периодическое издание (раз в год). С течением времени научный отдел в этих памятных книжках обособлялся в сборники — например: «Олонецкий Сборник», «Харьковский Сборник», «Временник Эстляндской губернии», «Кубанский Сборник» и другие.
В настоящее время Памятные книжки являются одним из наиболее ценных провинциальных источников информации по истории, важный источник генеалогической информации наряду с такими источниками, как «губернские ведомости», «епархиальные ведомости», «обзоры губерний», «труды губернских ученых архивных комиссий», «списки дворян».
Памятные книжки позволяют получить сведения о составе и занятиях жителей, состоянии природы, экономики, культуры, быта; наблюдать за изменениями, происходящими в губернии или области год за годом, на протяжении более чем 60 лет. Выявлено более двух тысяч памятных книжек.

## Состав памятных книжек
Во всех губерниях памятные книжки имели свои особенности. В наиболее полном виде они включали в себя четыре крупных раздела:
- адрес-календарь (перечень всех губернских и уездных правительственных и общественных учреждений с их личным составом),
- административный справочник (сведения об административном делении губернии, о почтовых и телеграфных учреждениях, путях и маршрутах сообщения в пределах губернии, о промышленных и торговых предприятиях, больницах и аптеках, учебных заведениях, музеях и библиотеках, книжных лавках и типографиях, о периодических изданиях, выписываемых и издаваемых в губернии, списки населенных мест, списки крупных землевладельцев губернии и так далее),
- статистический обзор (статистические таблицы населения, землевладения, сельского хозяйства, данные по статистике судебной, медицинской, фабрично-заводской, народного образования, пожаров, доходов и недоимок и так далее);
- научно-краеведческий сборник (источниковедческие, описательные, научно-исследовательские, археографические и библиографические материалы).

Все перечисленные элементы придают памятным книжкам исключительную ценность и значение комплексных первоисточников для исторических (в том числе генеалогических и биографических), географических, демографических, этнографических, краеведческих исследований.
Памятным книжкам посвящён научный проект Российской Национальной Библиотеки.

## Научный проект
Российской Национальной Библиотекой ведется научный проект «Памятные книжки губерний и областей Российской империи». Работа по проекту осуществляется в Отделе библиографии и краеведения и Отделе фондов и обслуживания.

### Руководство
- Руководитель проекта: Надежда Михайловна Балацкая, кандидат педагогических наук, старший научный сотрудник Отдела библиографии и краеведения РНБ.

### Цели
Основными целями проекта являются:
- выявление с исчерпывающей полнотой сведений обо всех выпусках памятных книжек губерний и областей России за весь период их издания — с указанием всех установленных мест хранения;
- раскрытие содержания всех памятных книжек как источников прежде всего краеведческой информации;
- создание целостного представления о самих памятных книжках как самостоятельном объекте изучения, характеризующем развитие краеведческой, научной, статистической и книгоиздательской деятельности в различных губерниях и областях России.

### Охват
Проектом охвачены официальные памятные книжки всех губерний и областей России, находившихся в составе Российской империи в период с сер. XIX в. по 1917 гг.(в том числе — губерний Царства Польского, Карсской и Квантунской областей).

### Планируемый результат
Главным результатом работы станет 15-томный библиографический справочник «Памятные книжки губерний и областей Российской империи: Указатель содержания», каждый том которого будет посвящён конкретной группе губерний и областей; в последний том войдут дополнения по всем регионам